# 8796 Sonnett
8796 Sonnett è un asteroide della fascia principale. Scoperto nel 1981, presenta un'orbita caratterizzata da un semiasse maggiore pari a 2,2356752 UA e da un'eccentricità di 0,0803029, inclinata di 2,17028° rispetto all'eclittica.